# Bruno Meier

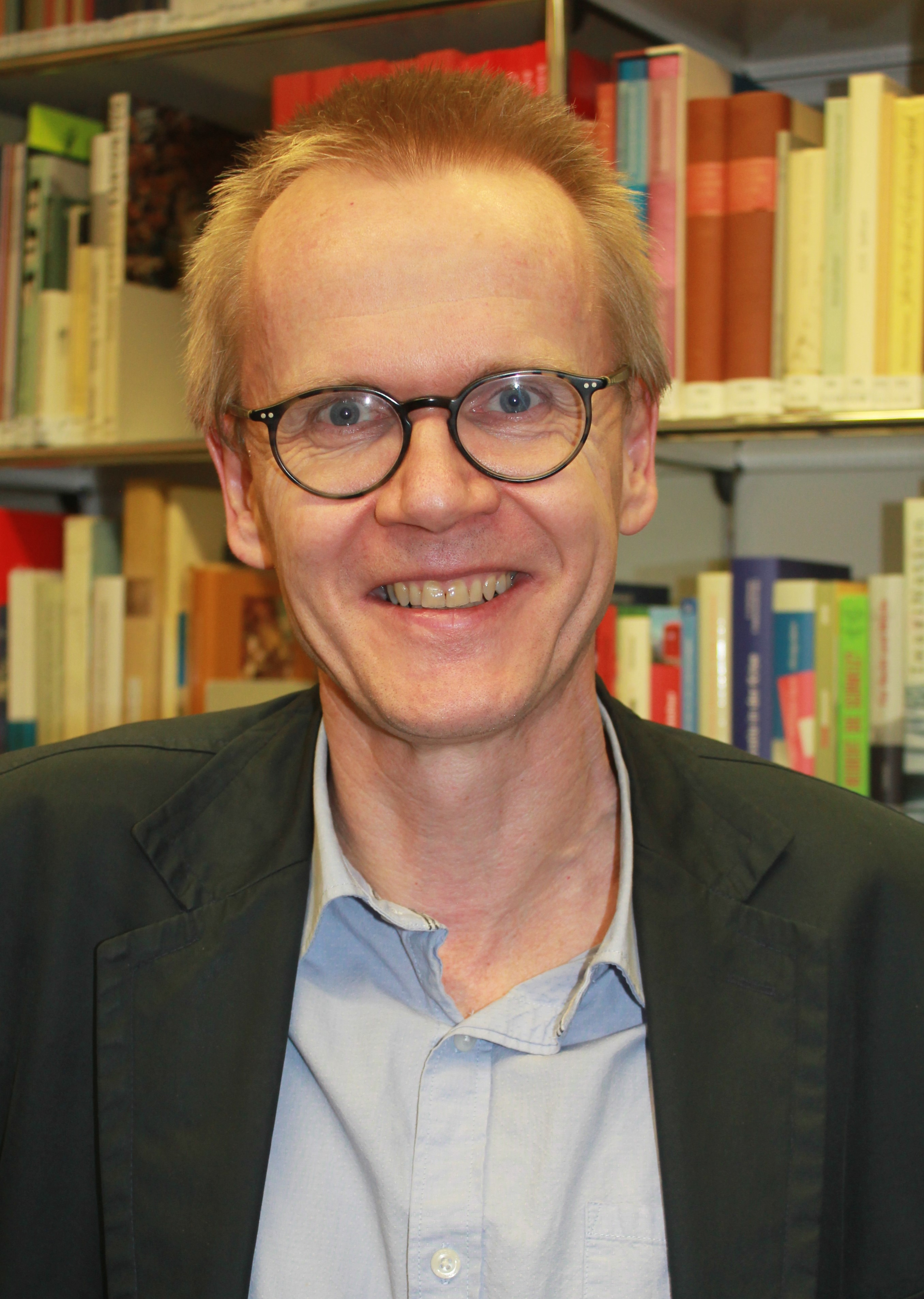
Bruno Meier (2018)

Bruno Meier (* 1962 in Wettingen) ist ein Schweizer Historiker und Verleger.
Meier hat an der Universität Zürich Geschichte und Publizistik studiert und wurde 1994 mit einer Arbeit über das Surbtal im Spätmittelalter promoviert. Er leitete von 1991 bis 1997 das Historische Museum Baden und war von 1997 bis 2002 Präsident der Historischen Gesellschaft des Kantons Aargau. 1998 gründete er zusammen mit Andreas Steigmeier und Urs Bernet den Verlag «Hier und Jetzt». Seit 2016 führt er ihn mit der Historikerin und Autorin Denise Schmid.

## Schriften

### Als Autor
- mit Dominik Sauerländer: Das Surbtal im Spätmittelalter. Kulturlandschaft und Gesellschaft einer ländlichen Region (1250–1550). Beiträge zur Aargauergeschichte Bd. 6 (zugleich: Dissertation, Universität Zürich), Sauerländer, Aarau 1995, ISBN 978-3-7941-3186-0.
- mit Gerhard Ammann: Landschaft in Menschenhand. 150 Jahre Michaeliskarten – Kulturlandschaft Aargau im Wandel. Sauerländer, Aarau 1999, ISBN 978-3-7941-4649-9.
- «Gott regier mein Leben.» Landadel und ländliche Gesellschaft zwischen Spätmittelalter und Aufklärung. Hier und Jetzt, Baden 2000, ISBN 978-3-906419-15-2.
- Ein Königshaus aus der Schweiz. Die Habsburger, der Aargau und die Eidgenossenschaft. Hier und Jetzt, Baden 2008, ISBN 978-3-03-919069-0.
- mit Cornel Doswald: Die Entstehung der Stadt Bremgarten. Siedlung, Verkehr und Stadtrecht im Mittelalter. Hier und Jetzt, Baden 2009, ISBN 978-3-03-919131-4.
- mit Dominik Sauerländer: Regensberg. Geschichte von Burg, Stadt und Stiftung Schloss Regensberg. Hier und Jetzt, Baden 2009, ISBN 978-3-03-919132-1.
- Das Kloster Muri. Geschichte und Gegenwart der Benediktinerabtei. Hier und Jetzt, Baden 2011, ISBN 978-3-03-919215-1.
- Von Morgarten bis Marignano. Was wir über die Entstehung der Eidgenossenschaft wissen. Hier und Jetzt, Baden 2015, ISBN 978-3-03919-233-5.
- mit Verena Rothenbühler: Geschichten aus dem Alltag. Schlieren 1750–1914. Hier und Jetzt, Baden 2017, ISBN 978-3-03919-423-0.
- 1291. Geschichte eines Jahres. Hier und Jetzt, Baden 2018, ISBN 978-3-03919-448-3.
- mit Denise Schmid: 25 x die Schweiz. Eine Zeitreise. Hier und Jetzt, Zürich 2024. ISBN 978-3-03919-608-1.

### Als Herausgeber
- Hie Baden – hie Schweizerland. 700 Jahre Stadt Baden oder: unser Bild des Mittelalters. Historisches Museum, Baden 1997.
- Revolution im Aargau. Umsturz – Aufbruch – Widerstand 1798–1803. AT-Verlag, Aarau 1998, ISBN 978-3-85502-612-8.
- Ohne Dings kein Bums. 20 Jahre Aids-Arbeit in der Schweiz / Sortez couverts! 20 ans de lutte contre le sida en Suisse. Hier und Jetzt, Baden 2005, ISBN 978-3-03-919011-9.
- mit Peter Kuntner: Work in progress. Analysen und Geschichten zur Zukunft der Arbeit. Hier und Jetzt, Baden 2007, ISBN 978-3-03-919051-5.
- Peter Braun: Das Unbehagen im Kleinstaat Schweiz. Der Germanist und politische Denker Karl Schmid (1907–1974). Verlag Neue Zürcher Zeitung, Zürich 2007, ISBN 978-3-03-823369-5.
- Claudia Amsler: Zwischen Schmieröl und Pailletten. Die Bühnenwelt des Marc Palino Brunner. Hier und Jetzt, Baden 2009, ISBN 978-3-03-919157-4.